# کول‌آشی
کول‌آشی (به لاتین: Kulashi) یک منطقهٔ مسکونی در گرجستان است که در ایمرتی واقع شده‌است. کول‌آشی ۲٬۰۰۰ نفر جمعیت دارد.